# Thomas Osborne, 4:e hertig av Leeds
Thomas Osborne, 4:e hertig av Leeds, född 6 november 1713 och död 23 mars 1789, var en brittisk adelsman. 
Han var son till Peregrine Osborne, 3:e hertig av Leeds och Elizabeth Harvey de Vere och efterträdde sin far som hertig 1731. År 1749 blev han riddare av Strumpebandsorden och 1757 blev han invald i  Privy Council. Han var också medlem av the Royal Society från 1739. 
Den 26 juni 1740 gifte han sig med Lady Mary Godolphin (1718–1764), dotter till  Francis Godolphin, 2:e earl av Godolphin och Henrietta Churchill, hertiginna av Marlborough. 
Barn:
- Francis Osborne, 5:e hertig av Leeds (1751–1799)